# Mgła
Mgła (česky mlha) je polská blackmetalová hudební skupina, založená roku 2000 v Krakově. Texty skupiny jsou v angličtině, výjimečně v polštině.

## Historie

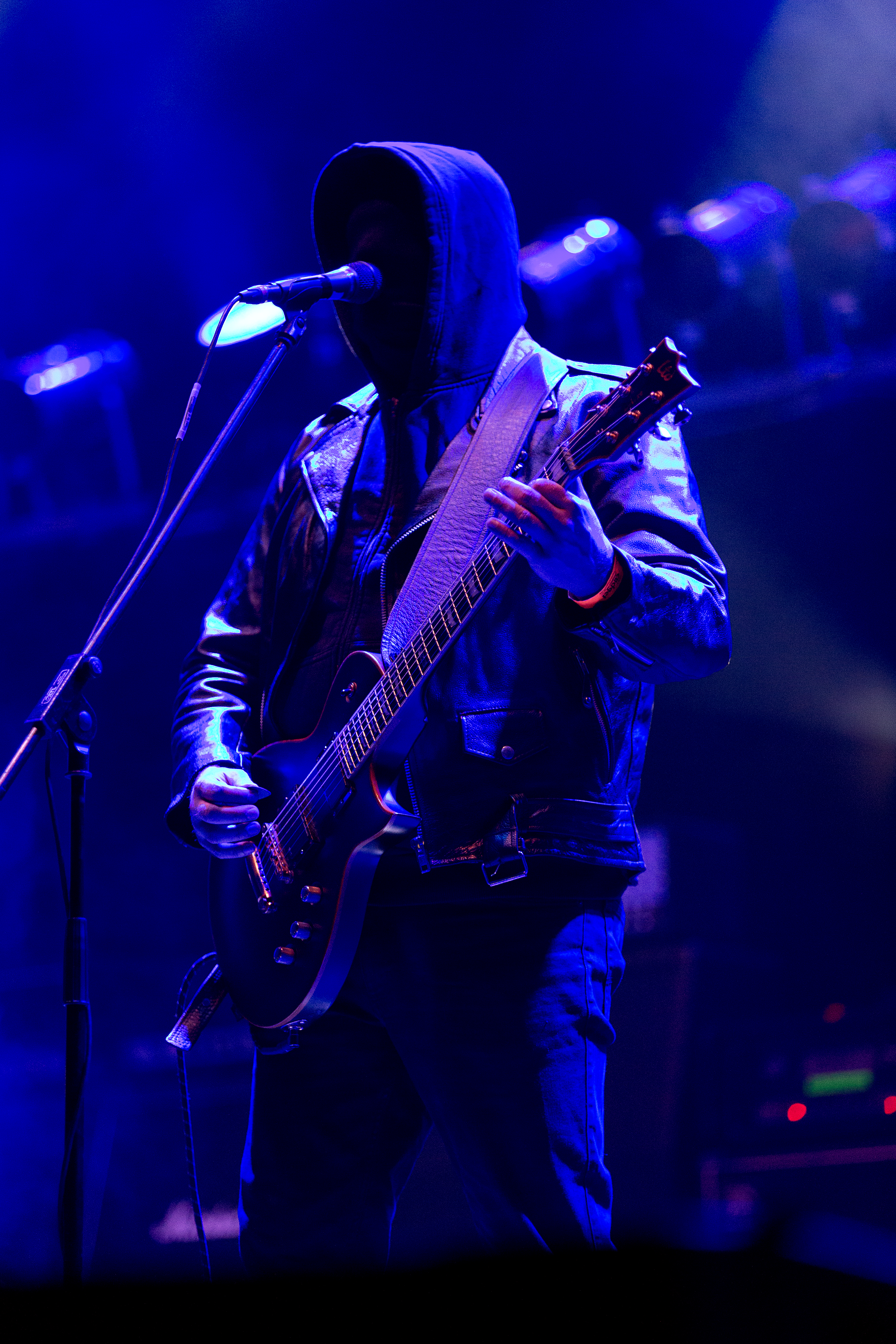
Člen kapely Mgła na San Metal Open Air 2016 v Německu

Mgła vznikla v roce 2000 v Krakově, původně jako vedlejší projekt dvou členů kapely Kriegsmachine – zpěváka a multiinstrumentalisty Mikołaje Żentary a bubeníka Dariuzse Darena Pipera. Spolu nahráli dvě nevydaná dema, dvě EP a také společné album s několika dalšími blackmetalovými kapelami. Daren v roce 2006 skupinu opustil, nahradil ho Maciej Darkside Kowalski.
Od roku 2008 má Mgła podepsanou smlouvu s vydavatelstvím Northern Heritage Records. V témže roce vydala svůj studiový debut Groza.
Od roku 2012, kdy vyšlo album With Hearts Toward None, pořádá skupina světová turné. Vystupovala na mnoha metalových festivalech, např. na belgickém Nidrosian Black Mass, německých Dark Easter Metal Meeting a Party San a českém Brutal Assault.
Dalším výrazným bodem kariéry bylo vydání třetího studiového alba s názvem Exercises in Futility roku 2015. V říjnu 2018, u příležitosti vydání třetího alba Kriegsmachine, oznámila Mgła práci na svém čtvrtém albu, které mělo vyjít v roce 2019. 3. srpna 2019 bylo odhaleno, že album dostalo název Age of Excuse, zároveň z něj skupina zveřejnila jednu skladbu. Samotné album vyšlo 2. září na Bandcampu skupiny; na CD jej vydalo Northern Heritage ve spolupráci s No Solace. V září pořádala kapela na podporu alba evropské turné, na začátku roku 2020 se poprvé vydala do Jižní Ameriky. Pozdější koncerty musely být odloženy kvůli pandemii covidu-19.

## Kontroverze
V roce 2019 se skupina vydala na evropské turné, spolu s Revenge, Doombringer a Deus Mortem. Německé antifašistické hnutí Linkes Bündnis gegen Antisemitismus München obvinilo kapelu z údajného spojení s neonacistickými metalovými umělci, rasismu a antisemitismu. Dále měla skupina podepsanou smlouvu s Northern Heritage Records Mikka Aspy, který byl již dlouho obviňován se sympatizování s krajní pravicí. Kvůli tomu musela skupina zrušit dva plánované koncerty v Berlíně a Mnichově. Členové Mgły obvinění popřeli a soudili hnutí Linkes Bündnis a stránky, které obvinění zveřejňovaly. Zároveň na svých webových stránkách nabídli podporu a jistou satisfakci svým fanouškům, kteří se měli zúčastnit zrušených vystoupení.

## Hudba, texty, živá vystoupení

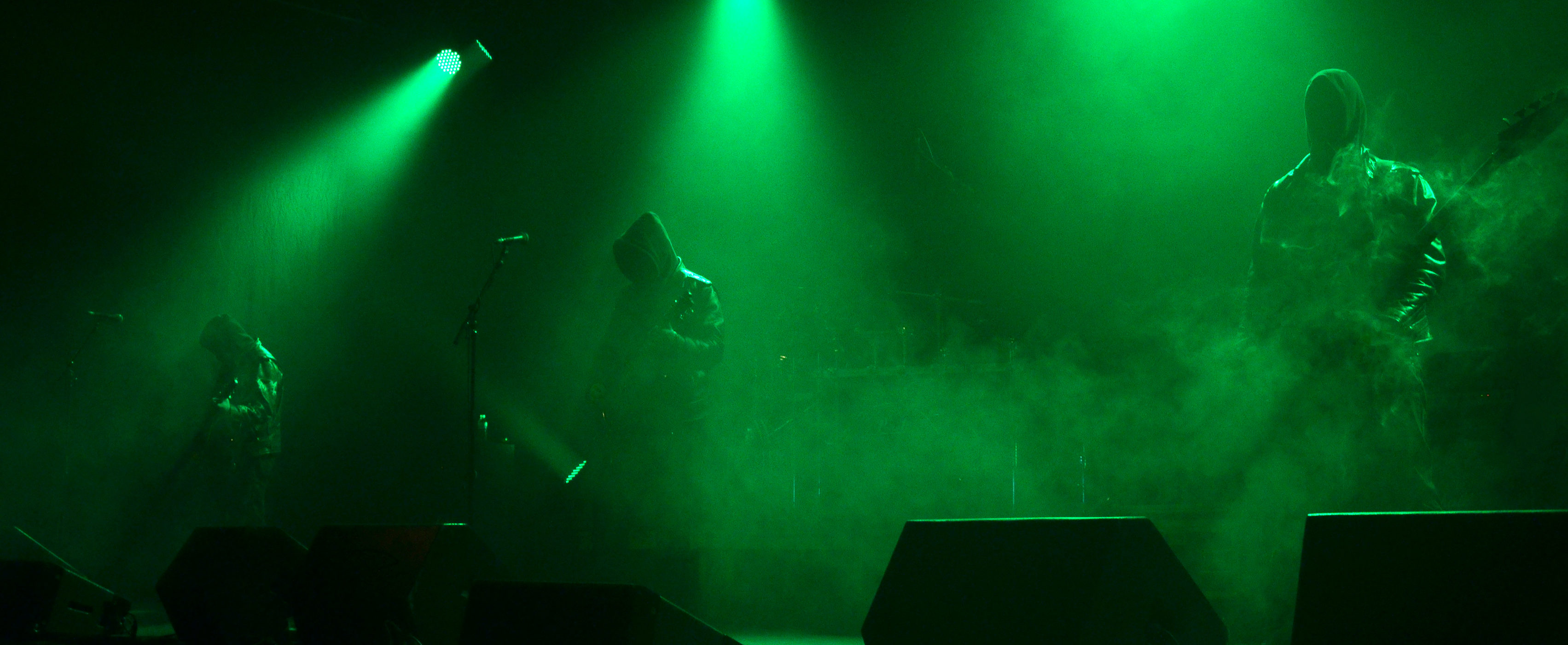
Mgła při živém vystoupení na Throne Festu v Belgii, 2014.

Spolu s kapelou Kriegsmachine patří Mgła k předním představitelům druhé vlny polského black metalu, která následuje norský black metal 90. let. Kapela hraje klasický, surový black metal, který je však melodičtější ve srovnání s ostatními skupinami tohoto žánru. Také hra na bicí je oproti jiným blackmetalovým umělcům velmi pestrá a technicky náročná. Typický pro zvuk Mgły jsou rovněž výrazné kytary v mollové tónině.
Texty skladeb jsou založené na osobních zkušenostech, jsou většinou nihilisticko-misantropicky laděné a jsou v nich odkazy na tvorbu filozofů Friedricha Nietzscheho a Charlese Bukowskiho. Tím skupina dosahuje velmi hutné a ponuré atmosféry. Odráží se to i v recenzích kritiky.
Dalším znakem Mgły jsou minimalisticky pojatá živá vystoupení. Na rozdíl od mnohých kapel nepoužívá divadelní efekty (ohně, pyrotechnika, umělá krev apod.) Pohyb členů po pódiu během koncertu je rovněž minimální, proto působí vystoupení poněkud statickým dojmem. Rovněž jejich vzhled je atypický – nepoužívají make-up, nábojové pásy, pentagramy, kožené náramky a další, pro black metal typické, prvky. Členové kapely vystupují odění v černém, s kapucemi a černou látkou, která jim zakrývá obličeje. Skupina se tak snaží předejít jakémusi osobnímu kultu a chce, aby lidé věnovali pozornost především hudbě.
Názvy skladeb jsou rovněž minimalistické – jedná se vždy pouze o název daného alba a římskou číslovku.

## Členové
Současní
- M. (Mikołaj Żentara) – zpěv, doprovodná kytara, baskytara (studiové nahrávky), sólová kytara (studiové nahrávky) (2000–současnost)
- Darkside (Maciej Kowalski) – bicí, perkuse (2006–současnost)

Bývalí
- Daren (Dariusz Piper) – bicí, perkuse (2000–2006)

### Hrající pouze na koncertech
Současní
- The Fall (Michał "ShellShocked" Stępień) – baskytara, doprovodné vokály (2012–současnost)
- E.V.T. (Piotr Dziemski) – sólová kytara, doprovodné vokály (2015–současnost)

Bývalí
- Silencer/Lazarus – sólová kytara, doprovodné vokály (2012–2015)

## Diskografie

### Studiová alba
- Groza (2008)
- With Hearts Toward None (2012)
- Exercises in Futility (2015)
- Age of Excuse (2019)

### EP
- Presence (2006)
- Mdłości (2006)
- Further Down the Nest (2007)

### Kompilační alba
- Mdłości + Further Down the Nest (2007)
- Presence / Power and Will (2013)

### Split nahrávky
- Crushing The Holy Trinity (Holy Spirit) (2006) – společně s kapelou Exordium

### Nevydaná dema
- Northwards (2000)
- Necrotic (2001)